# 黃杏秀
黃杏秀（英語：Cecilia Wong Hang Sau，1956年4月14日—），暱稱秀姑，香港電視女演員，前無綫電視藝員，畢業於香港浸會學院傳理系、無綫電視第四期藝員訓練班。她在幕前曾演出多種角色，尤以江湖俠女著稱，其夫為演員陳百祥。

## 背景
黃杏秀祖籍廣東江門市臺山，早年在九龍旺角山東街的百祥大廈長大，有兩名胞兄。她就讀香港培正小學（1967年小六）和香港培正中學（1974年中五），與王晶為同班同學，同級同學計有曹誠淵、曾慶珏（小學）、曾慶瑜（中學）。小學四至五年級已學習跳中國舞，自中一開始即使母親反對，仍然獲兄長資助到尖沙咀毛妹芭蕾舞學校跟隨趙蘭心學習中國舞藝。中學時期亦參加過學校紅藍劇社活動，曾代表學校參加校際朗誦節，以《聊齋誌異》選段獲得國語朗誦全港冠軍。黃其後入讀香港浸會學院，連同李居明和袁志偉等人為同學。入讀大專期間曾報讀校內跳舞課程。
1974年因王晶胞妹想參加電視台藝員訓練班，黃杏秀於是陪伴她一同嘗試報讀，結果自己獲取錄為無綫電視第四期藝員訓練班學員。早上於浸會學院上學，晚上於廣播道上藝員訓練課。在訓練班未畢業前已為電視台節目作舞蹈演出。畢業後由於認為可以花數年時間於演藝圈闖一闖，所以暫時放下學業。數年間成為當年無綫電視力捧的第二代三花之一。第一代三大花旦是汪明荃、李司棋和黃淑儀；第二代力捧三花旦是黃杏秀、鄭裕玲和趙雅芝。只完成了大專一年級課程的她最後在無法兼顧學業的情況下沒有重返校園修畢學位。
另外，黃杏秀與黃元申合作多次，是無綫電視的螢幕情侶拍檔組合。1977年獲《華僑晚報》十大明星選舉選為「十大電視明星」其中一位得主。1982年，她拍攝電視劇《十三妹》期間感到腹痛。完成拍攝過程便到香港浸會醫院檢查，發現引致腹痛的根源起自盲腸穿孔，加上腹膜炎的關係，令一些膿血積聚在腹部位置，未能消散，並且需要入院割除。後來她再次發燒兼要入院接受第二次手術，把腹部的膿血清除。當年醫生診斷為細菌躲在黃腹部的水瘤背後，造成不斷製造濃泡的後果。在結束第三次手術後完全康復過來。及後在1980年代中期，黃杏秀到了台灣發展。其時她已萌生退出娛樂圈的念頭。原因出於覺得電視台的拍攝氣氛改變，加上留意到女性演員的演藝壽命未必如男性演員般長，於是決定在1991年淡出。往後曾有人邀請她復出參演影視作品，然而礙於劇本未夠好，以致未能成事。現時在失去演戲興趣的情況下，沒有復出打算。2014年曾參與製作人蕭潮順製作的有聲音書籍《好聲》系列，透過藝人聲演經典書籍以為長者及傷健人士提供消閒娛樂。

## 個人生活
1974年，黃杏秀參與綜藝節目《溫拿狂想曲》時，碰巧其同期訓練班同學談泉慶生日，他打算舉行派對，請來溫拿樂隊成員及黃杏秀出席。派對後，陳百祥開車送黃回家，二人漸漸互生情愫，在1979年結為夫妻。婚後沒有子嗣。

## 電視劇作品

### 無綫電視
| 年份   | 劇名                                                         | 角色                                      |
| 1975年 | 董小宛                                                       | 宮女                                      |
| 1975年 | 紅樓夢                                                       | 晴雯                                      |
| 1975年 | 青春樂：曇花一現                                             |                                           |
| 1975年 | 小婦人                                                       | 張愛竹                                    |
| 1976年 | 少年十五二十時                                               | 潔蒂                                      |
| 1976年 | 楊貴妃                                                       | 念奴                                      |
| 1976年 | 民間傳奇：牡丹亭                                             | 春香                                      |
| 1976年 | 民間傳奇：關漢卿                                             | 賽簾秀                                    |
| 1976年 | 民間傳奇：碧血揚州                                           | 李玉蘭                                    |
| 1976年 | 民間傳奇：喬老爺上轎                                         | 藍秀英                                    |
| 1976年 | 大江南北                                                     | 小雲雀                                    |
| 1976年 | C.I.D.                                                       | 餐廳店主（第11集）                        |
| 1976年 | 黃飛鴻：蝶戀花                                               | 林慧君                                    |
| 1976年 | 狂潮                                                         | 菲菲                                      |
| 1976年 | 北斗星：阿詩                                                 | 阿詩                                      |
| 1976年 | 陸小鳯                                                       | 孫秀清                                    |
| 1976年 | 無花果                                                       | 碧蓮                                      |
| 1976年 | 逼上梁山：武松與潘金蓮                                       | 潘金蓮                                    |
| 1977年 | 民間傳奇：牡丹仙子                                           | 牡丹仙子                                  |
| 1977年 | 民間傳奇：金玉奴                                             | 金玉奴                                    |
| 1977年 | C.I.D. II                                                    | -（第1集） 林青（第2集） 安桃麗（第12集） |
| 1977年 | 13：花劫                                                     | Annie（第7-9集）                          |
| 1977年 | 神槍‧殺手‧蝴蝶夢                                             | 蝴蝶                                      |
| 1977年 | 一屋·兩伙·三人行                                             | 鮑嘉嘉                                    |
| 1977年 | 陸小鳳之決戰前後                                             | 孫秀清                                    |
| 1978年 | 小李飛刀                                                     | 林仙兒                                    |
| 1978年 | 國際刑警：亞媚                                               | 媚                                        |
| 1978年 | 星期日首映：心焰 星期日首映：燈 星期日首映：老千、禮物、驚魂 | - Fanny -                                 |
| 1978年 | 陸小鳳之武當之戰                                             | 孫秀清                                    |
| 1978年 | 一+一：狼夫狐妻                                              | 莉莉（Lily）                              |
| 1978年 | 青春熱潮                                                     | 阿秀                                      |
| 1978年 | 小李飛刀之魔劍俠情                                           | 林仙兒                                    |
| 1978年 | 東芝行運一條龍                                               | May（第9集）                              |
| 1978年 | 一劍鎮神州                                                   | 余翠翠                                    |
| 1978年 | 天降福星                                                     | -（第2集）                                |
| 1978年 | 幻海奇情：遊戲                                               |                                           |
| 1978年 | 孤家寡人                                                     | 郁芬                                      |
| 1979年 | 小夫妻                                                       | 鮑嘉嘉                                    |
| 1979年 | 絕代雙驕                                                     | 鐵心蘭                                    |
| 1979年 | 神龍五虎將                                                   | 櫻子（第5集）                             |
| 1979年 | 楚留香                                                       | 宮南燕                                    |
| 1980年 | 風雲                                                         | 何思雅                                    |
| 1980年 | 亂世兒女                                                     | 楚紅                                      |
| 1980年 | 龍仇鳳血                                                     | 于曼                                      |
| 1981年 | 龍虎雙霸天                                                   | 游若秋                                    |
| 1981年 | 威水世家                                                     | 李潔                                      |
| 1981年 | 英雄出少年                                                   | 方詠春                                    |
| 1981年 | 迷離世界：菲林幽魂                                           | 阿娟                                      |
| 1982年 | 天龍八部之六脈神劍                                           | 阿朱、鍾靈                                |
| 1982年 | 天龍八部之虛竹傳奇                                           | 阿朱、鍾靈                                |
| 1983年 | 十三妹                                                       | 何玉鳳                                    |
| 1983年 | 新銳劇場：花街總司令                                         | 飄飄、菁菁                                |
| 1984年 | 老爺大過天                                                   | 邱信方                                    |
| 1984年 | 故鄉情                                                       | 慧珊                                      |
| 1988年 | 南拳蔡李佛                                                   | 徐小玄                                    |

### 亞洲電視
| 年份   | 劇名   | 角色   |
| 1985年 | 阮玲玉 | 阮玲玉 |

### 香港電台
| 年份   | 劇名         | 角色   |
| 1977年 | 獅子山下：籠 | 劉雪瓊 |

### 台灣
| 年份   | 劇名                   | 角色   |
| 1984年 | 少林小福星（中視）     | 段玉瑤 |
| 1985年 | 江湖夜雨十年燈（台視） | 蕭湄   |

## 電影作品
| 年份   | 片名             | 角色   |
| 1976年 | 新蘇小妹三難新郎 | 蘇小妹 |
| 1976年 | 大鄉里與掃街添   |        |
| 1976年 | 撈家邪牌姑爺仔   | 趙玉娟 |
| 1976年 | 她的爸的媽媽的   |        |
| 1977年 | 飛虎相爭         |        |
| 1978年 | 紅樓春上春       | 林黛玉 |
| 1978年 | 螳螂             | 田芝芝 |
| 1978年 | 鬼馬功夫         | 小梅   |
| 1978年 | 黑煞             | 艾拉仙 |
| 1978年 | 四兩搏千斤       |        |
| 1979年 | 鬼影神功         |        |
| 1979年 | 陸小鳳與西門吹雪 | 孫秀清 |
| 1979年 | 茅山殭屍拳       | 阿菲   |
| 1979年 | 四大跛拳         |        |
| 1979年 | 醒目仔蠱惑招     |        |
| 1980年 | 黃飛鴻與鬼腳七   |        |
| 1980年 | 籠裡雞           | 阿蓮   |
| 1980年 | 扮野小子         | 老板娘 |
| 1981年 | 千王鬥千霸       | 張小詠 |
| 1981年 | 一老一少一根釘   |        |
| 1982年 | 浣花洗劍         | 小公主 |
| 1982年 | 小子有種         | 沈秀玲 |
| 1991年 | 豪門夜宴         |        |

## 獎項
- 1977年《華僑晚報十大電視明星金球獎》[9]